# Holly Henry
Holly Mae Heinrich (geboren 31. März 1994), besser bekannt unter ihrem Künstlernamen Holly Henry, ist eine amerikanische Singer-Songwriterin aus Minnesota, die ihren Erfolg größtenteils auf Coverversionen bekannter Songs aufgebaut hat. Sie nahm ihren Künstlernamen an, als sie 2013 an der fünften Staffel von The Voice (US-Ausgabe) teilnahm. In der Folge baute sie sich durch ihren YouTube-Kanal (Stand 24. Juni 2022: 827.000 Abonnenten) und ihre eigenen Musikveröffentlichungen eine internationale Fangemeinde auf.

## Leben und Karriere
Henry ist die Tochter von Marc Heinrich, einem Musiker, und Becky Heinrich, einer Kunstlehrerin und Grafikerin. Sie besuchte öffentliche Schulen in der Gegend von Minneapolis und machte ihren Abschluss an der Hopkins High School. Während ihrer Highschoolzeit sang Heinrich in einem Sandwich-Shop und veröffentlichte Coverversionen von Songs auf ihrem YouTube-Kanal, den sie 2011 eröffnete. Ihr beliebtestes Video ist eine A-cappella-Coverversion von Eurythmicsʼ „Sweet Dreams (Are Made of This)“ mit dreistimmigen Gesangsharmonien.
Während sie ein Jahr Pause vor dem College machte, ermutigten Henrys Eltern sie, bei einem Vorsingen in Chicago, Illinois, im Januar 2013 für The Voice vorzusingen. Henry kam durch den offenen Aufruf und die anschließenden Castings weiter und nahm im Sommer 2013 an einem Bootcamp teil. Ihre Blind Audition-Performance von The Scientist brachte alle vier Stühle zum Drehen. Die Studio-Performance, die in der Show veröffentlicht wurde, landete in den Billboard-Charts, und das Video der Live-Performance war in den Top 40 der Aufrufe von The Voice-Performances auf YouTube, bis es von NBC entfernt wurde. Henry und Chan wurden zusammengeschnitten (ihre Gesangsdarbietungen wurden nicht in voller Länge gezeigt) und Henry wurde ausgewählt, um weiterzukommen. In der K.O.-Runde trat Henry gegen Nic Hawk an und sang Creep von Radiohead. Sie wurde nach Hause geschickt, und NBCs The Voice (US) verlor nach dieser Folge 15 % (1,5 Millionen) Zuschauer. Zwei Jahre nach ihrem Auftritt bei The Voice hatte sich Henrys Popularität auf YouTube verzehnfacht.
Henry veröffentlichte 2013 ihre erste EP mit dem Titel The Immigrant. Die 5-Track-EP erreichte bei iTunes Platz 6 der US Pop- und Rock-Charts, dieselbe Position, die sie auch nach der Vorveröffentlichung erreicht hatte. Am 7. April 2014 belegte Henry den zweiten Platz (nach Shawn Mendes) im RyanSeacrest.com Top-Cover-Wettbewerb für ihre Interpretation des Liedes Say Something. Der Drittplatzierte Jamison Murphy nahm Henry später in seine Single Remember When auf. Am 6. Mai 2014 veröffentlichte das Grow Music Project Session Diaries #4 ein Video über die von Christopher Tyng geleitete Produktion von Henrys Single Hide and Seek, das gleichzeitig auf iTunes veröffentlicht wurde. Hide and Seek ist der Soundtrack für den Abspann des Kurzfilms Escapement, der von Erik A. Candiani geschrieben und produziert wurde. Henry arbeitete mit Candiani an der Promo für die Olympischen Winterspiele in Sotschi auf KARE11 (Fernsehsender aus Minneapolis), die daraufhin für zwei Upper Midwestern Emmy Awards nominiert wurde, mit einem Gewinn für das beste musikalische Arrangement/Komposition. Henrys Originalsong In the Air wurde 2016 für den Film Intersection: the Story of Josh Grant in Auftrag gegeben.
Henrys Live-Auftritte begannen unmittelbar nach ihrer Blind Audition bei The Voice. Sie traten unter anderem bei einer Benefizveranstaltung der Minnesota Music Coalition im Varsity Theater am 20. Februar 2014 und beim Winterʼs Over Music Festival am 25. April 2015 auf. YouTube produzierte ein Video ihrer Single Katie in ihrem YouTube Space in New York, das Henry am 19. Januar 2015 veröffentlichte. Ihre über Indiegogo finanzierte zweite EP, The Orchard, wurde am 21. August 2015 veröffentlicht. Henry arbeitete mit Moonhead Industries zusammen, um ein Musikvideo für Better, eine Single aus der EP, zu veröffentlichen.
Ein 11-Track-Album mit dem Titel King Paten wurde am 1. Juli 2016 veröffentlicht. Es verkaufte sich weltweit und erreichte die iTunes-Charts in Russland, Südafrika, Großbritannien, Zypern, Israel, Frankreich, Kanada und den USA. Am 2. September 2016 bestätigte sie, ein neues Album zu schreiben. Am 17. November 2018 veröffentlichte Holly einen Song namens Float unter dem Namen Mooney. Wieder unter dem Namen Mooney veröffentlichte sie am 25. Oktober 2019 ihr selbstproduziertes Album Softer.

## Rezension
Jonathan Frahm rezensierte die Immigrant EP und schrieb, dass „Henry eine über die Jahre hinausgehende Nuance und Musikalität zeigt... und damit sicherlich eine der großartigsten Veröffentlichungen einer Voice-Kandidatin abliefert.“ Frahm folgte mit einer Rezension von Hide and Seek, in der er über Henrys Songwriting schrieb: „Sie schreibt für alle, sicher, aber jeder Song, den Holly schreibt, ist ihre eigene kleine Welt, in der sie die einzige Vertreterin der Bevölkerung ist. Das zeigt sich auch in Hide and Seek, wo sie nachdenklich und traurig eine neue Geschichte webt, die von der nostalgischen Qualität geprägt ist, die ihr so sehr innewohnt. Hide and Seek ist vielleicht auch eines ihrer Werke, die man sofort zuordnen kann, wenn man bedenkt, dass die Hörer die Lyrik des Liedes leicht mit einem vergangenen, heftigen romantischen Problem aus ihrer eigenen Vergangenheit in Verbindung bringen könnten.“ Frahm rezensierte auch ihr Album King Paten positiv: „King Patenʼ liefert wieder einmal melodische Texte, die Fans jeden Alters zu schätzen wissen.“

## Diskografie

### Alben
- 2016: King Paten, Garden Ghost
- 2019: softer(as Mooney), Garden Ghost

### EPs
- 2013: The Immigrant, Garden Ghost
- 2015: The Orchard, Garden Ghost

### Singles
- 2013: Katie
- 2013: Secrets Spoken
- 2013: More Than Nothing
- 2013: Paper Love
- 2014: Hide and Seek
- 2014: Grow
- 2018: Float

### Veröffentlichungen vonThe Voice
- The Scientist
- Torn